# 宽叶亚菊
宽叶亚菊（学名：Ajania latifolia）为菊科亚菊属的植物，是中国的特有植物。分布于中国大陆的四川等地，生长于海拔3,100米的地区，常生长在山坡，目前尚未由人工引种栽培。

## 异名
- Chrysanthemum potaninii Krasch. var. amphiseriacea Hand.-Mazz.